# Rachel Foster Avery
Pour les articles homonymes, voir Foster et Avery.
Rachel Foster Avery (1858-1919) était une féministe américaine, correspondante au secrétariat de l'Association nationale pour le suffrage des femmes américaines durant la fin du XIXe siècle.
Son nom de naissance est Foster, elle s'est mariée à Cyrus Avery en 1888.